# Departamento de Petorca
El Departamento de Petorca fue una de las entidades territoriales que dividieron la Provincia de Aconcagua, siendo su cabecera la ciudad de Petorca. Fue creado un 2 de diciembre de 1833 a partir del Partido de Petorca, esto dictado por la Constitución política de 1933, hasta el 7 de enero de 1976 tras el decreto DL N.º 1317 donde fue suprimida. Ahora el departamento es conocido como la Provincia de Petorca.

## Administración
Después de su fundación, el departamento solo se correspondía por una serie de subdelegaciones hasta diciembre de 1891 donde se crearía la comuna de petorca, luego el 30 de agosto de 1888 se añadirian las comunas de Chincolco, Quilimarí, Los Vilos y Tunga, para posteriormente el 24 de diciembre de 1927 y 14 de marzo de 1920 se establecieron las de El Tambo y Longotoma respectivamente:
| Municipalidades | Subdelegaciones |
| --------------- | --------------- |
| 'Chincolco'     | 2a Chincolco    |
| Petorca         | 3a Petorca      |
| Petorca         | 4a Hierro Viejo |
| Petorca         | 5a Pedegua      |
| Quilimarí       | 6a Pichilemu    |
| Quilimarí       | 7a Longotoma    |
| Quilimarí       | 8a Guaquén      |
| Quilimarí       | 9a Quilimarí    |
| ‘Los Vilos’     | 10a Cóndores    |
| ‘Los Vilos’     | 11a Tilama      |
| 'Tunga'         | Sin documentar  |
| El Tambo        | Sin documentar  |
| Longotoma       | Sin documentar  |

Para 1925 mediante la Ley N.º 803 las comunas de Longotoma y El Tambo son suprimidas y trasladadas a las comunas de La Ligua y Santa María respectivamente, mientras que las municipalidades restantes se les otorga nuevas subdelegaciones.
| Municipalidades | Subdelegaciones   |
| --------------- | ----------------- |
| 'Chincolco'     | 2a Chincolco      |
| Petorca         | 3a Petorca        |
| Petorca         | 4a Hierro Viejo   |
| Petorca         | 5a Pedegua        |
| Quilimarí       | 8a Huaquén        |
| Quilimarí       | 9a Quilimarí      |
| ‘Los Vilos’     | 10a Cóndores      |
| ‘Los Vilos’     | 11a Tilama        |
| ‘Los Vilos’     | 12a Pupi          |
| ‘Los Vilos’     | 13a Las Vacas     |
| ‘Los Vilos’     | 14a Los Vilos     |
| 'Tunga'         | 15a Huentelauquén |
| 'Tunga'         | 16a Las Cañas     |

Dentro de 1927 el departamento de La Ligua es suprimido y anexionado al de Petorca junto a sus comunas mediante el DFL N.º 8582, al igual que la municipalidad de Los Vilos fue trasladada al departamento de Illapel, mientras que las de Chincolco, Quilimarí y Tunga fueron suprimidas y reemplazadas por las de Cabildo, Papudo, Zapallar y La Ligua, esto por el decreto N.º 8583:
| Municipalidades | Subdelegaciones         |
| --------------- | ----------------------- |
| ‘La Ligua’      | 2a La Ligua             |
| ‘La Ligua’      | 3a Placilla de La Ligua |
| ‘La Ligua’      | 4a Tártaro              |
| ‘La Ligua’      | 5a Valle Hermoso        |
| ‘La Ligua’      | 6a Pichilemu            |
| ‘La Ligua’      | 7a Longotoma            |
| ‘La Ligua’      | 8a Guaquén              |
| ‘La Ligua’      | 9a Quilimarí            |
| 'Cabildo'       | 10a La Higuera          |
| 'Cabildo'       | 11a San Lorenzo         |
| 'Cabildo'       | 12a Alicahue            |
| Papudo          | 13a Papudo              |
| Zapallar        | 14a Catapilco           |
| Petorca         | 15a Chincolco           |
| Petorca         | 16a Petorca             |
| Petorca         | 17a Hierro Viejo        |
| Petorca         | 18a Pedegua             |
| Petorca         | 19a Cóndores            |
| Petorca         | 20a Tilama              |

Posteriormente las comunas se mantuvieron hasta 1976, donde el departamento sería disuelto por el decreto DL N.º 1317 y transformado a la Provincia de Petorca.